# Caccia

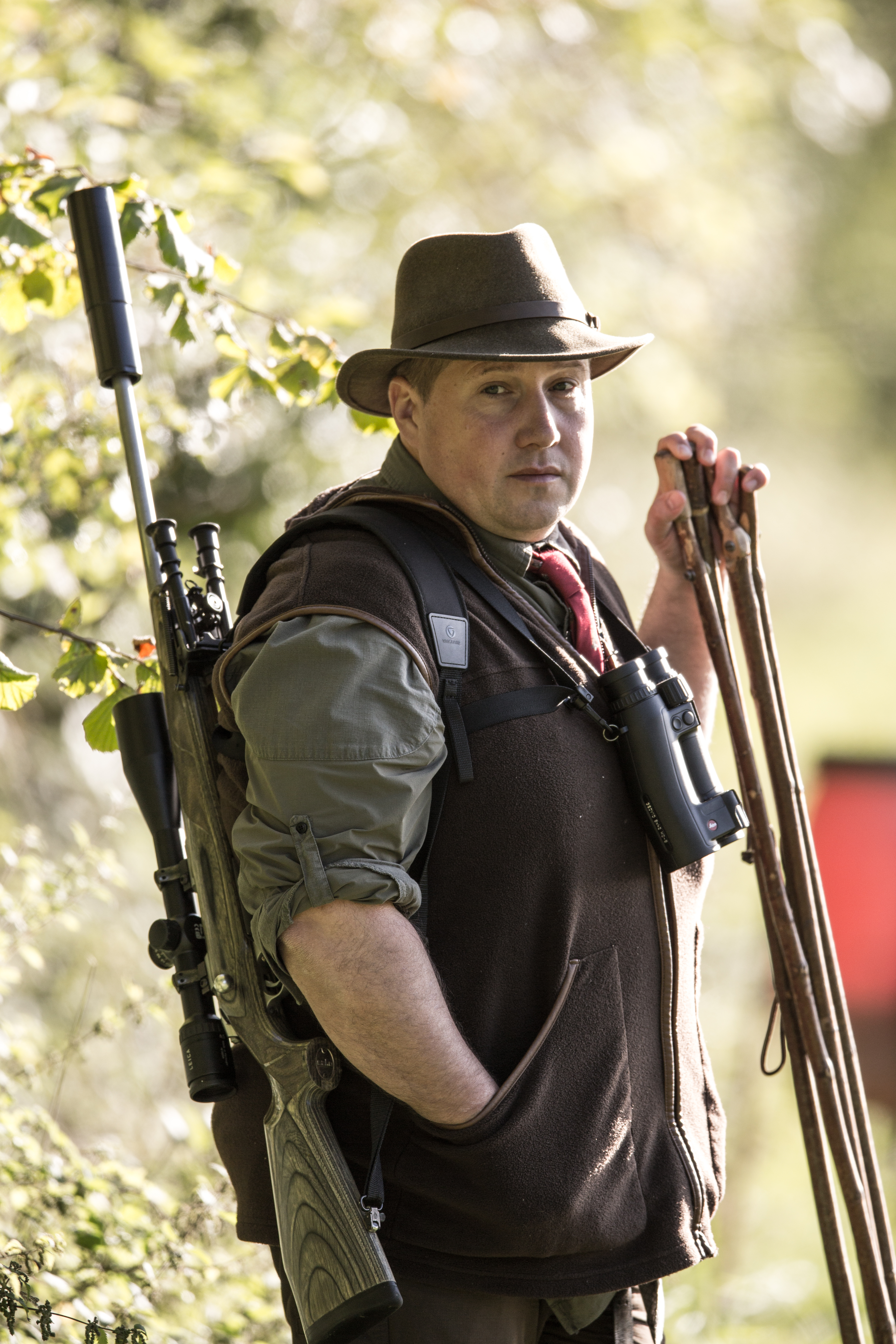
Cacciatore con fucile in Inghilterra

La caccia è la pratica che consiste nel cercare, catturare o abbattere animali selvatici per varie finalità, giuridicamente regolata in ogni Stato del mondo.
Può essere usata per l'approvvigionamento di cibo (cacciagione), a scopo ricreativo, commerciale, per il procacciamento di pellicce e altre materie prime, o per il contenimento e gestione di una specie.

## Storia

### Età antica

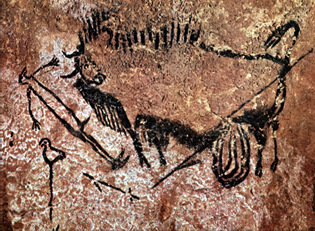
Scena di caccia, Paleolitico superiore, grotte di Lascaux, Francia

La caccia è un'attività che ha radici preistoriche, precedenti alla nascita della specie Homo sapiens. I progenitori della specie umana più remoti erano onnivori, come gli attuali scimpanzé; sono stati ritrovati reperti, risalenti a 1,8 milioni di anni fa, che provano come gli ominidi già in quest'epoca si procacciassero grandi animali per il sostentamento; non è tuttavia completamente chiaro se fossero prevalentemente cacciatori attivi o raccoglitori di carogne o entrambi.
Una delle prime tecniche di caccia utilizzate è stata probabilmente la caccia per sfinimento praticata nel paleolitico. Nel periodo precedente all'invenzione delle armi da lancio, quali lance e archi, uno dei modi per cacciare una preda consisteva nell'inseguirla per lunghe distanze fino a quando la preda, esausta, poteva essere avvicinata e abbattuta. Altre tecniche potevano essere l'agguato, e l'azione di gruppo nel circondare le prede.

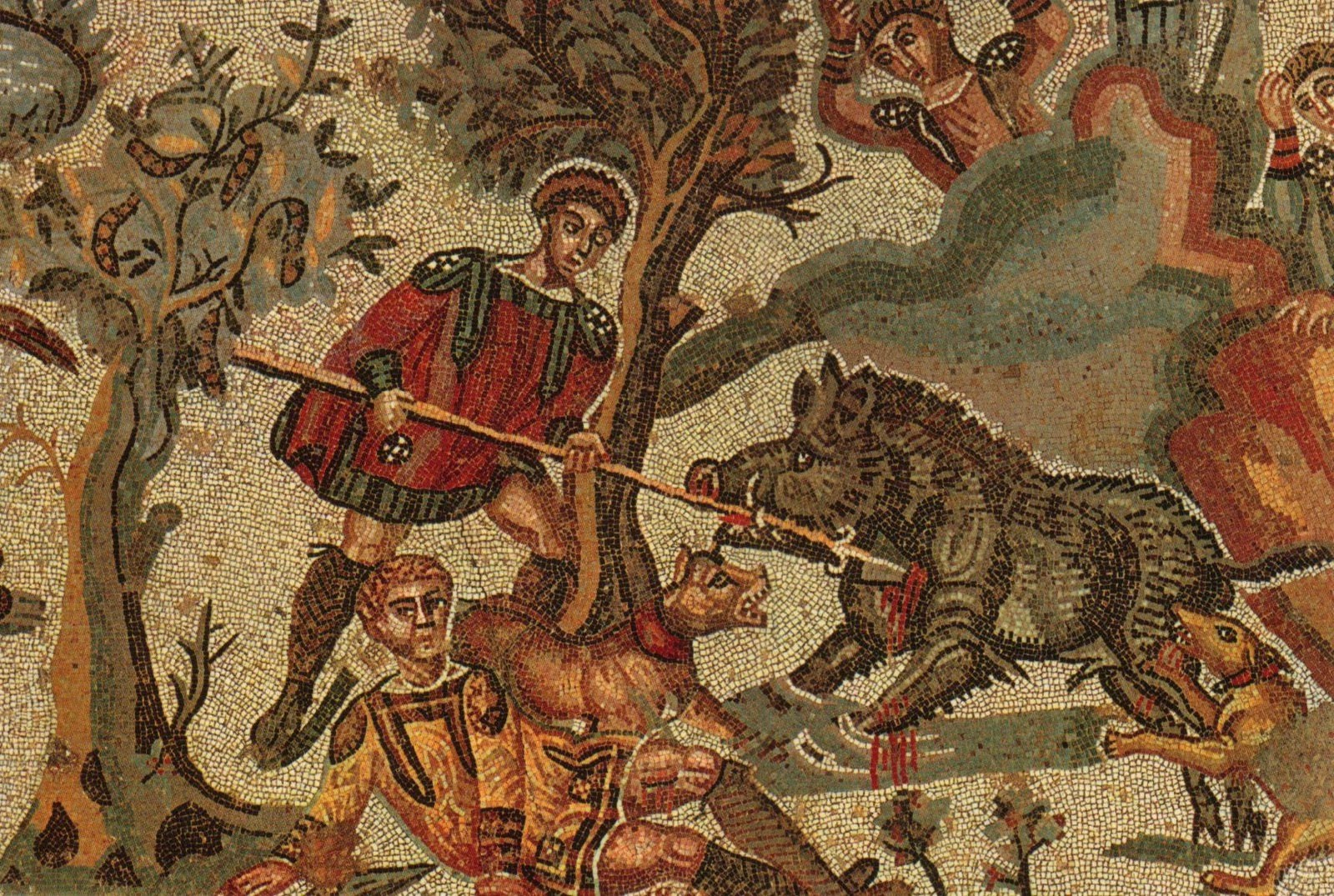
Scena di caccia, Villa del Casale di Piazza Armerina

Con l'avvento delle prime società di cacciatori-raccoglitori, la caccia ha incominciato a ricoprire un ruolo più consistente nel sostentamento quotidiano. Prove fossili dell'utilizzo di lance per la caccia, la cui datazione risale a circa 16 200 anni fa, sono state rinvenute in Asia. Oltre a lance (a volte attrezzate con un propulsore, o atlatl), le prime armi da lancio consistevano in sassi, archi e frecce. Secondo alcuni storici l'avvento della caccia potrebbe aver contribuito al rimpiazzo della megafauna dell'olocene con gli erbivori più piccoli delle epoche successive.
In seguito, nonostante la nascita dell'agricoltura e dell'allevamento, la caccia continuò ad essere un'attività importante per la sopravvivenza delle comunità, in quanto fonte di proteine aggiuntive e materiali utili quali ossa, tendini, pelo o penne e pelli utilizzate per la produzione di abiti e la costruzione di ripari.

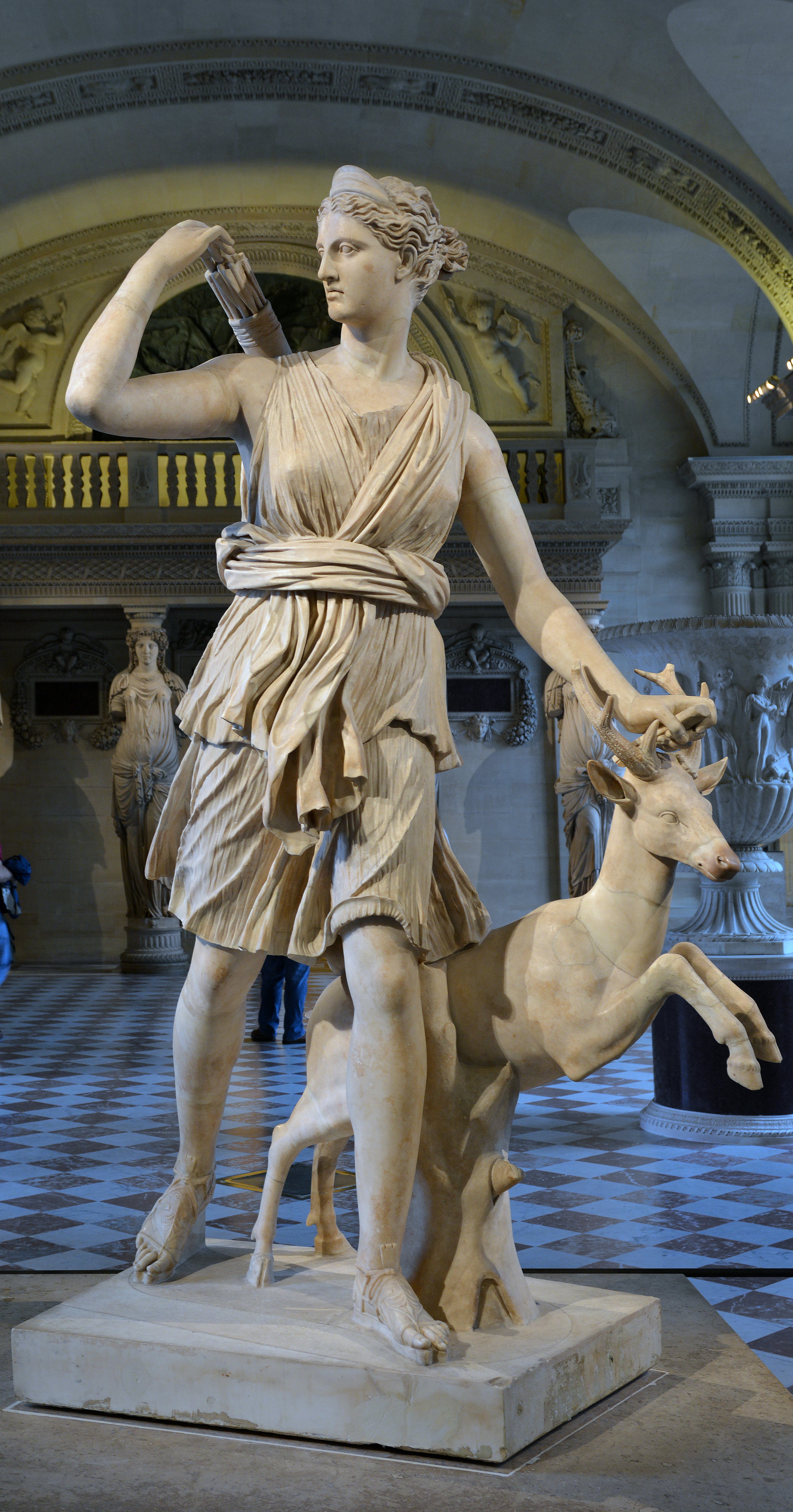
Una statua di Diana, dea della caccia presso gli antichi romani.

Con l'avvento del linguaggio e della cultura la caccia diventò un tema ricorrente di storie e miti, ma anche di proverbi, metafore e aforismi molti dei quali sono diffusi ancora oggi.
Negli antichi altorilievi, in particolare in Mesopotamia, i re venivano spesso rappresentati come cacciatori impegnati con bestie di grandi dimensioni come i leoni, solitamente su un carro da guerra, considerato simbolo virile. L'archetipo è probabilmente il leggendario re biblico Nimrod.
L'importanza psicologica e culturale della caccia nelle società antiche è testimoniata dalle divinità associate, quali il dio cornuto Cernunnos o la dea greca Artemide e l'equivalente romana Diana. In queste società sorsero anche molti tabù relativi alla caccia. L'associazione mitologica di una certa preda con una divinità poteva riflettersi in restrizioni alla caccia come, ad esempio, il divieto di cacciare nelle vicinanze di un tempio; la storia di Artemide e Atteone, narrata da Euripide, può essere interpretata come un monito verso il disprezzo per le prede e il vanto. Il tempio di Diana a Nemi, invece, era utilizzato dalle popolazioni italiche preromane come luogo di incontri politici e condivisione di comuni pratiche religiose.

### L'evoluzione nelle società agricole e pastorali
Con la diffusione dell'agricoltura e dell'allevamento la caccia divenne un'attività secondaria e accessoria a queste, praticata per difendere gli animali domestici dai predatori della zona o per eliminare gli animali selvatici che concorrevano nell'utilizzo delle risorse naturali o agricole, quali acqua e foraggio. Da attività primaria per la sopravvivenza la caccia divenne un fenomeno sociale, svolta in forma di attività professionale con l'uso di equipaggiamenti e allenamenti specifici. Nell'impero romano vi erano squadre di cacciatori professionisti che cacciavano in Africa ed in Asia le fiere esotiche per catturale vive e portarle ai giochi del circo. Rimane inoltre la caccia come attività ludica, simbolo di coraggio e di virtù, prerogativa delle classi sociali più elevate (imperatore e nobiltà), come la caccia al leone, rappresentata nell'Arco di Costantino e più tardi la caccia alla volpe.
Durante l'età del Medioevo la selvaggina rappresentava ancora una fonte importante di cibo e pellicce, solitamente procacciata da cacciatori professionisti. In gran parte dell'Europa medievale le classi sociali più elevate (aristocrazia e clero) godevano del diritto esclusivo di cacciare (e a volte pescare) in zone esclusive del territorio feudale. San Avito di Vienne -fratello di sant'Apollinare di Valence (avversario dell'eresia ariana)- fu il principale artefice del Concilio di Epaon (517 d.C.) - che proibì fra l'altro la pratica della caccia agli ecclesiastici, così come la frequentazione di banchetti israelitici (canone XV). La violazione del privilegio di cacciare, tuttavia, nel medioevo era considerata un'offesa criminale, come si narra ad esempio nella leggenda di Robin Hood, accusato di aver cacciato il cervo del re.
Con l'evoluzione della caccia in attività delle classi elevate, la sua pratica divenne codificata. La caccia, solitamente a cavallo, di animali pericolosi come leoni o cinghiali selvatici, si sostituì ai tornei medievali, diventando un passatempo onorevole e competitivo per l'aristocrazia e permettendo di provare la propria abilità di guerra in tempo di pace.

### La caccia contemporanea

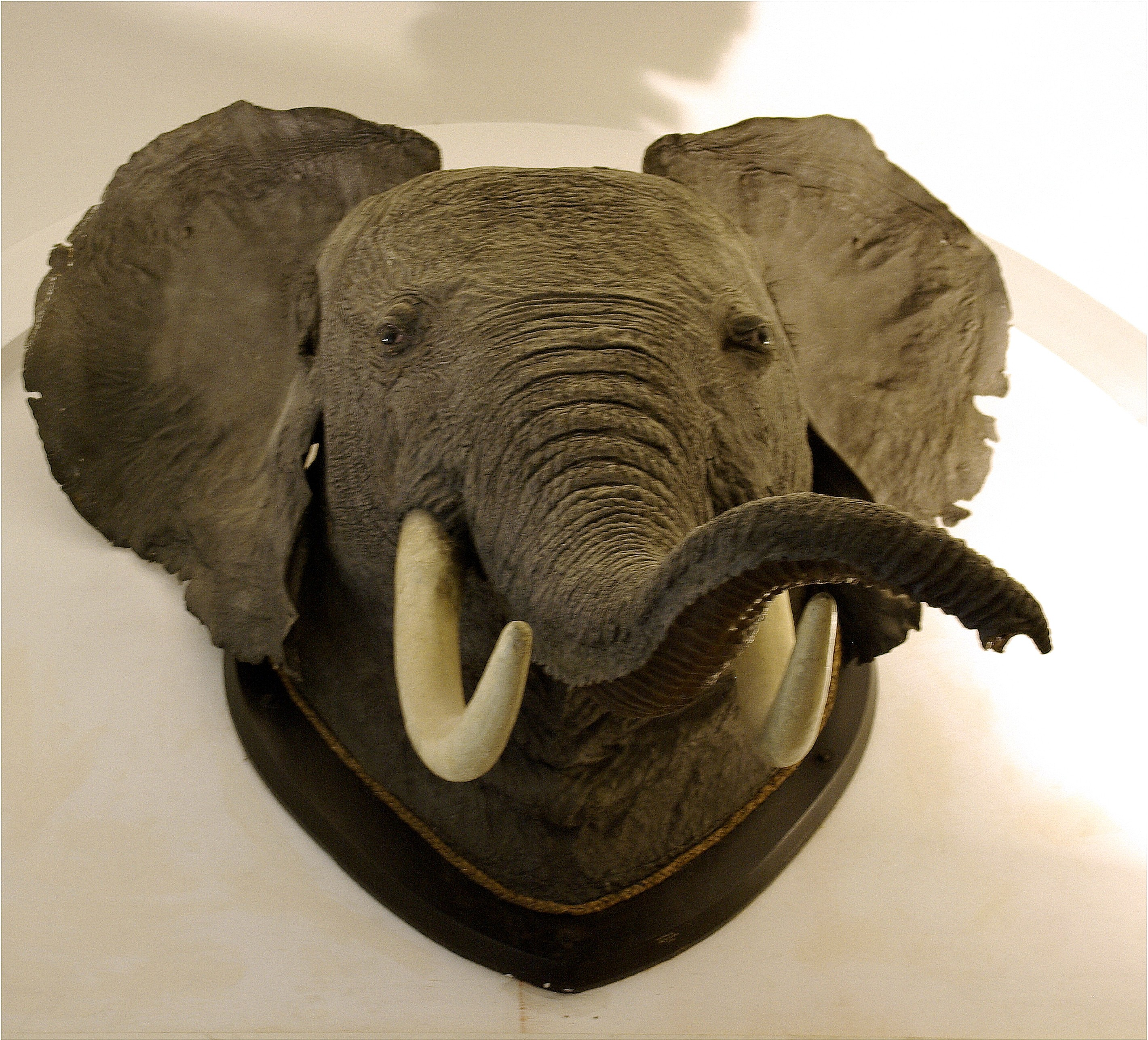
Testa di elefante africano, ambito trofeo di caccia grossa all'epoca della colonizzazione africana.

In gran parte del mondo moderno la caccia non rappresenta più un'attività indispensabile all'approvvigionamento del cibo, tuttavia in alcune società che vivono ancora in condizioni semi selvatiche e/o in condizioni di estrema povertà e/o in ambienti che non favoriscono l'agricoltura e l'allevamento la caccia ricopre ancora una funzione importante.
Tra gli Inuit la caccia, praticata con armi e trappole, rappresenta una risorsa primaria di cibo oltre che di pellame usato per la realizzazione di tende in grado di resistere alle basse temperature dell'Artico, mentre le pelli impermeabili dei mammiferi marini sono usate per la produzione di canoe, guanti, abiti e calzature.
La caccia per sfinimento viene ancora praticata dai cacciatori-raccoglitori del deserto del Kalahari dell'Africa meridionale. Nell'inseguimento di un'antilope del Kalahari centrale questa, benché riesca a portarsi fuori vista dal cacciatore, viene infine raggiunta prima che riesca a trovare il tempo per riposarsi e, quando troppo esausta per continuare a correre, viene colpita a breve distanza con una lancia. Questo tipo di caccia può durare anche cinque ore per un percorso totale tra i 25 e i 30 km, sotto temperature comprese tra i 40 e i 42 °C.
Nei paesi industrializzati invece la caccia viene praticata principalmente come attività ricreativa oppure finalizzata allo scopo di commerciare il ricavato della cattura o dell'abbattimento degli animali. Solitamente i cacciatori ritengono che passare del tempo all'aria aperta, in ambienti relativamente selvaggi e lontano dai sentieri più frequentati, sia una parte essenziale dell'attività venatoria. Inoltre la carne degli animali selvatici è più saporita e ha un gusto diverso rispetto alla carne degli animali d'allevamento. Il cacciatore moderno può essere anche motivato dalla collezione di trofei di caccia. Normalmente le leggi stabiliscono il compimento della maggiore età per la pratica dell'attività venatoria, anche se in alcuni paesi, come negli Stati Uniti e in Canada, è sufficiente aver raggiunto i 16 anni.
La caccia praticata come attività ricreativa o commerciale è oggi criticata dal movimento per i diritti animali il quale sostiene che tali attività violano il diritto fondamentale alla vita degli animali cacciati e siano fonte di inquinamento e del saturnismo a causa del piombo delle munizioni da caccia rilasciato nell'ambiente.
La caccia, oggi, ha anche un ruolo nella "gestione" della fauna selvatica, ad esempio per mantenere la popolazione di una certa specie all'interno delle capacità di sostentamento dell'ambiente ecologico. In molti paesi occidentali (Italia compresa), guardie forestali ed ecologisti partecipano insieme alla scrittura di norme di regolamentazione della caccia, in modo che il numero di animali da abbattere garantiscano la preservazione della fauna selvatica.

## Descrizione

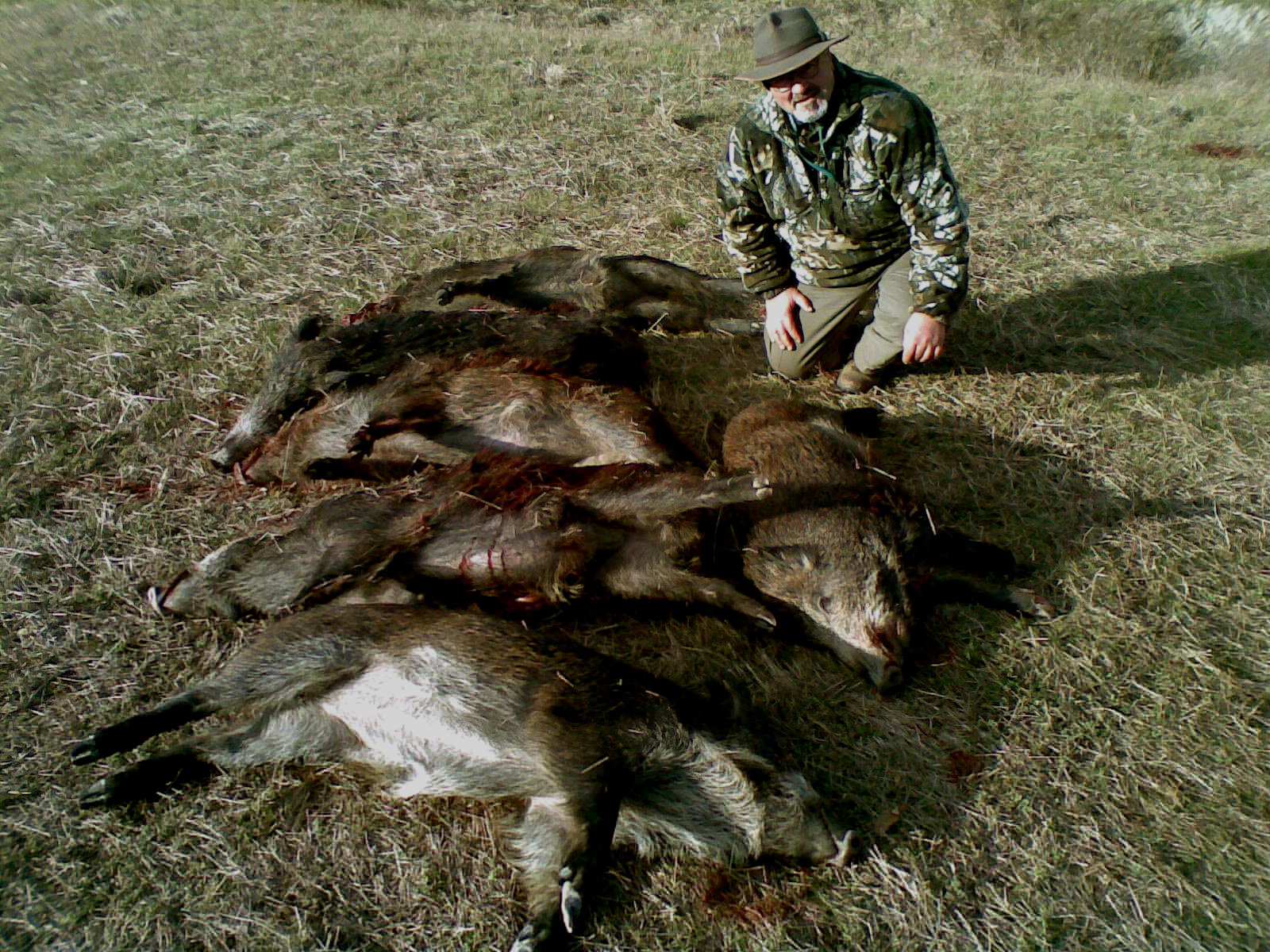
Cinghiali uccisi durante un programma di abbattimento selettivo.

La caccia ha rappresentato una fonte primaria di sostentamento per l'uomo durante la condizione di cacciatore-raccoglitore, attività per la quale venivano realizzati i primi utensili, dai chopper alle punte di lancia. Nel corso della storia la caccia ha rivestito un ruolo di importanza differente per ciascuna popolazione umana. Per società più moderne in cui si svilupparono sempre più redditizie tecniche di agricoltura e allevamento, la caccia rivestì un ruolo via via più marginale o accessorio, legato a cultura, tradizione o a gestione delle specie selvatiche.
La caccia è comunque indispensabile per molte popolazioni che basano su essa tutto o parte del loro sostentamento, ad esempio in ambienti dove il clima comporti condizioni estreme di vita e non favorisca attività quali agricoltura e allevamento come per gli Inuit, o per cultura legata alla stessa come per popolazioni native di zone forestali e non urbanizzate, come ad esempio i Karajá del Mato Grosso (per tali popoli caccia e pesca rivestono ancora una funzione fondamentale alla loro sopravvivenza).
Nei paesi industrializzati ove il reperimento di cibo è attività indiretta (acquisto) e legata all'allevamento intensivo, la caccia riveste un ruolo principalmente ricreativo, oppure condotto a scopo commerciale. In questo contesto, il termine "caccia" si riferisce generalmente a un'attività approvata dalla legge, mentre il termine bracconaggio indica la caccia praticata in modi o in contesti che la rendono illegale.
La pesca commerciale non viene solitamente considerata un tipo di caccia, mentre nella sua espressione subacquea (caccia subacquea o pesca subacquea) e nella sua espressione con la canna (pesca di superficie) viene considerata da molti una forma di caccia non avendo natura commerciale. Anche la soppressione con trappole per animali potenzialmente nocivi per l'uomo quali blatte, topi o ratti viene considerata un'attività diversa dalla caccia.

## Forme, tipi e tecniche

### Caccia con i cani
L'utilizzo del cane nella caccia risale alle origini della civiltà umana. In seguito all'addomesticamento il cane si rivelò infatti per l'uomo un aiuto prezioso nella caccia.
L'olfatto sensibile del cane permette ai cacciatori di scovare e catturare prede che, altrimenti, sarebbero molto difficili o pericolose da cacciare. Nel tempo i cani usati nella caccia sono stati classificati in razze diverse con specifiche abilità: segugi (usati per cercare la preda), cani da ferma (per fiutare e mostrare al cacciatore la preda), cani da tana (per cacciare animali nelle tane sotterranee), levrieri (per inseguire e uccidere la preda) e cani da riporto (per riportare piccole prede abbattute dal cacciatore). Attualmente vi sono numerosi tipi di caccia che si avvalgono dell'ausilio del cane, il quale viene comunemente definito nel linguaggio legislativo in materia di caccia, appunto, come ausiliare.

### Caccia vagante
La caccia vagante è una forma di caccia da esercitarsi preferibilmente con un ausiliare, costituito dal cane da ferma o da cerca. Essa consiste nello spostarsi sul territorio in cerca della preda, tipicamente galliformi, scolopacidi o anatidi, uccelli di abitudini terrestri, ovvero che si spostano prevalentemente a terra, per procurarsi il cibo, rifugiarsi, ecc. Proprio per questo motivo risulta difficile scovarli in volo, quindi è indispensabile l'impiego del cane che, con l'olfatto sviluppato, è in grado di scovare l'animale a terra ed indicarne la presenza "fermandosi" in prossimità di essa o facendolo involare, nel caso si tratti del cane da cerca. Occasionalmente può essere esercitata col cane da ferma anche la caccia alla lepre.

### Caccia di attesa
La caccia di attesa consiste nell'aspettare il passaggio del selvatico senza nascondersi, o utilizzando cespugli, alberi, o usando richiami vivi consentiti.

### Caccia da appostamento
La caccia di appostamento si effettua da appostamento fisso o da appostamento temporaneo. È fisso quando l'appostamento è costituito in muratura e con materiale che rimane più di un giorno. Tale metodo non è consentito in Sicilia e in altre regioni d'Italia. È temporaneo quello costituito da ripari di fortuna o da attrezzature smontabili che non abbiano durata superiore a una giornata di caccia. Quando l'appostamento necessita di preparazione di sito e nel terreno vi sono colture, occorre, il consenso anche verbale del proprietario o del conduttore. Non sono consentiti fini di lucro.

### Caccia alla lepre

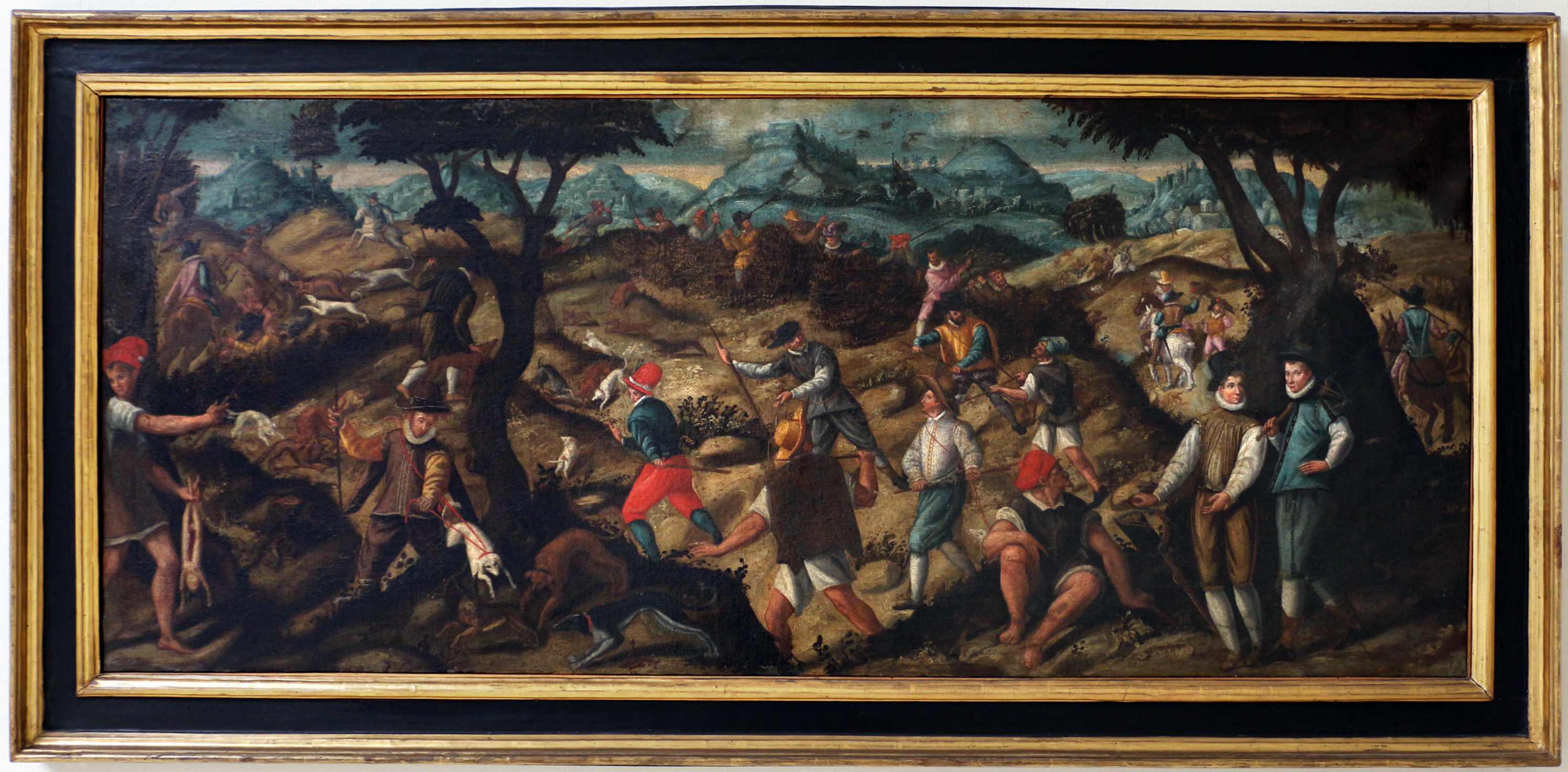
Livio e Gianfrancesco Modigliani, Caccia alla lepre, 1575-1605 ca., Pinacoteca comunale (Ravenna)

La caccia alla lepre è una forma di caccia che si esercita con l'ausilio di cani da seguita (segugi) addestrati per fiutare e seguire le tracce delle lepri sino a scovarle e metterle in fuga, in modo che possano trovarsi a distanza di tiro utile dai cacciatori. Può essere esercitata sia in pianura, sia in montagna, con cacciatori appostati oppure in forma vagante.

### Caccia al capriolo
Il capriolo è cacciato quasi esclusivamente nella forma della caccia di selezione, che per essere praticata richiede il superamento di uno specifico esame di abilitazione per la caccia agli ungulati. Essa è praticata principalmente come strumento di controllo della fauna e per motivi scientifico sanitari. Data la vastità del suo areale in Italia viene cacciato su tutto l'arco alpino (ove vi risiede la maggioranza dei caprioli, su quasi tutto l'arco appenninico settentrionale e nelle pianure tosco-emiliane), oltre che zone limitrofe agli arenili sopracitati. I calibri che sono soliti utilizzare per praticare questa caccia sono piccoli, vista la stazza dell'animale. Questo tipo di caccia viene svolta in differenti periodi differenziati per zona (Alpi o Pianura/Appennino) e per classi di tiro (ovvero Maschio, Femmina e Piccolo dell'anno): nella zona faunistica delle Alpi viene cacciato nel periodo autunnale compreso tra settembre e dicembre (con un'anticipazione possibile per i maschi e chiusura dei maschi nel periodo 15 novembre-15 dicembre), nelle altre zone viene cacciato il maschio nel periodo 1º giugno-15 luglio e 15 agosto-30 settembre (normalmente le regioni/provincie scelgono una porzione di tempo all'interno del periodo e il periodo 15 luglio- 15 agosto viene sospesa per il periodo degli amori), la femmina e il piccolo dell'anno è possibile cacciarli nel periodo 1º gennaio- 15 marzo (salvo limitazioni di provincie/regioni).

### Caccia alla volpe
La caccia alla volpe è una forma di caccia che si esercita con l'ausilio di cani da seguita (segugi) addestrati per fiutare e seguire le tracce delle volpi sino a scovarle e metterle in fuga, in modo che possano trovarsi a distanza di tiro utile dai cacciatori. Può essere esercitata sia in pianura, sia in montagna, con cacciatori appostati oppure in forma vagante. La caccia alla volpe può essere fatta anche con l'utilizzo di cani da tana appositamente addestrati che fanno fuggire le volpi dagli accessi secondari dove sono appostati i cacciatori. Può essere fatta anche al singolo, ovvero all'aspetto. Sempre più spesso la volpe viene cacciata in interventi di controllo per evitare il prolificare della specie che è dannosa sugli altri piccoli mammiferi, ma soprattutto sulla fauna immessa dai cacciatori (lepri e fagiani) che aumentando le risorse trofiche provocano la crescita del numero dei predatori, cioè le volpi stesse.

### Caccia al cinghiale

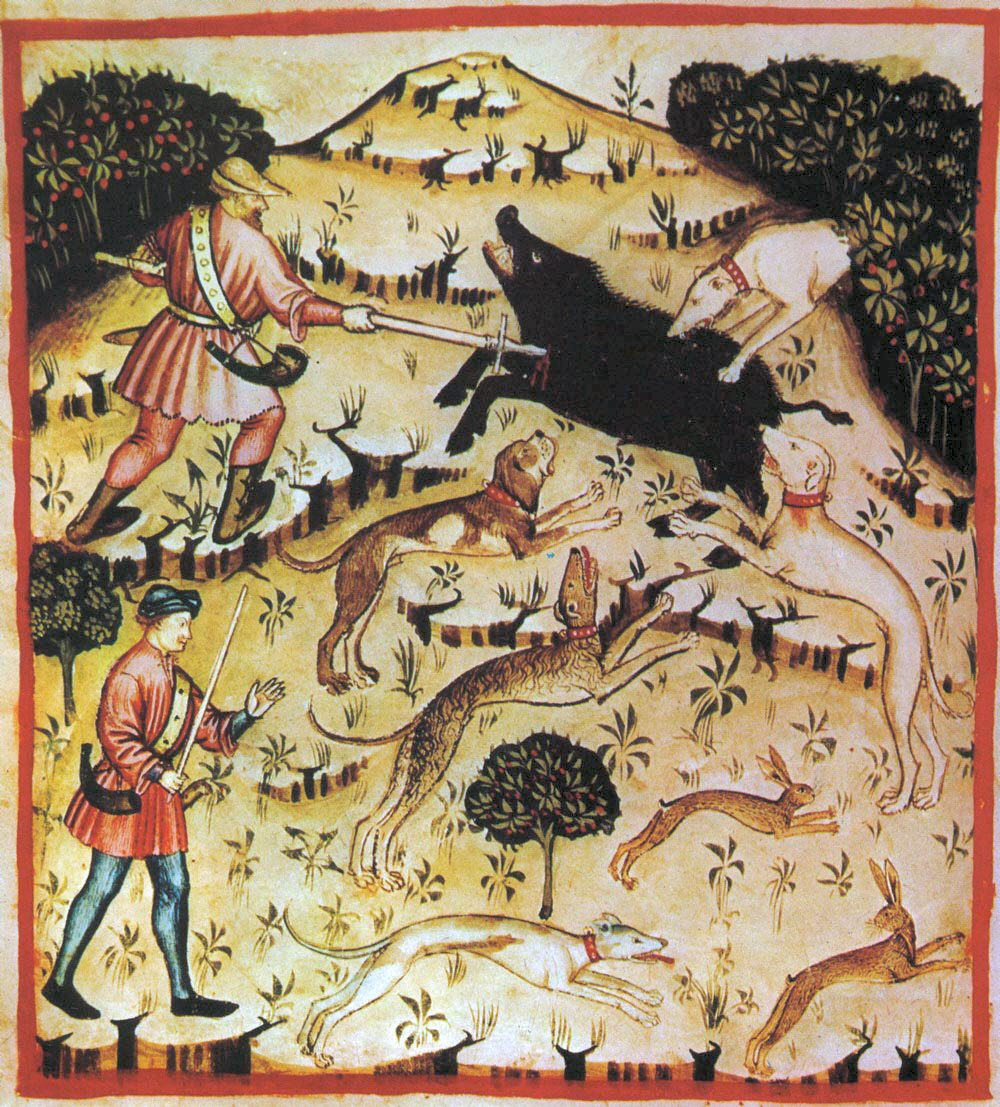
Caccia al cinghiale, Tacuinum sanitatis casanatensis (XIV secolo).

La caccia al cinghiale è consentita in forma collettiva o singola e più recentemente anche in caccia di selezione (vedi paragrafo seguente sulla caccia di selezione). Le forme collettive si distinguono in braccata, girata e battuta.
La caccia al singolo è fatta da singoli cacciatori (o comunque un numero non superiore a 3), con o senza cani, con l'uso di fucili ad anima liscia o rigata, principalmente con l'uso di cani che "segnano" il selvatico e permettono l'avvicinamento del cacciatore al fine di trovare una posizione di tiro e colpire il selvatico; vi è compresa nella forma di caccia anche il tiro mattiniero e serale e la ricerca vagante del cinghiale, compresa la partenza accidentale del selvatico mentre si svolge un altro tipo di caccia 
La braccata è la forma collettiva di caccia al cinghiale maggiormente diffusa. Essa consiste nella ricerca e messa in fuga dei cinghiali da parte di una muta di cani appositamente addestrati (segugi e numerose altre razze) e gestiti da canai o canettieri, in modo tale che li dirigano verso il fronte di poste (appostamenti), dove attendono i cacciatori armati.
La girata è una forma di caccia collettiva, che prevede l'impiego di un solo cane altamente specializzato, detto limiere, e del suo conduttore per seguire le tracce del cinghiale, scovarlo e metterlo in fuga verso il fronte di cacciatori appostati. Rispetto alla braccata, il numero di persone coinvolte nella girata è nettamente minore.
La battuta è una forma di caccia collettiva che prevede l'impiego di sole persone, in cui un fronte di battitori spinge, facendo rumore, i cinghiali verso il fronte di poste.
In tutte queste forme, le armi impiegate per l'abbattimento dei cinghiali sono fucili calibro 12 con munizioni a palla asciutta, oppure carabine con munizioni di calibro non inferiore a 5,6 mm, inoltre si sta affermando di apposite ottiche di mira.

### Caccia di selezione
Per esercitare la caccia di selezione agli ungulati selvatici italiani di cui la legge permette la caccia, ovvero cinghiale, capriolo, daino, cervo, camoscio e muflone, è necessario sostenere uno specifico esame di abilitazione, successivamente all'esame della licenza di porto di fucile ad uso caccia. Tale esame, da sostenersi nella provincia di competenza che ne definisce le modalità, in generale prevede una prova scritta e orale su biologia, comportamento e riconoscimento delle specie di ungulato oggetto di caccia selettiva, unitamente a una prova pratica su campo di tiro, indetta dalla provincia. Per sostenere l'esame è necessario avere ricevuto una specifica preparazione, ottenibile mediante un corso di formazione per cacciatore esperto di ungulati. Il corso ha una frequenza obbligatoria e si pone l'obiettivo di aumentare la cultura venatoria e il livello di conoscenza della specie e della biologia. Su tali corsi, nonostante l'assenza di una normativa chiara a livello nazionale, vi è una ricca normativa regionale e molte linee guida dell'ISPRA che regolamentano le modalità dei corsi, ai fini di creare una base comune per dare de facto una valenza nazionale al titolo del corso. Ciascun neo-cacciatore di selezione deve essere in grado di saper riconoscere e individuare il capo selezionato per l'abbattimento che gli è stato assegnato, oltre a possedere l'abilità necessaria a eseguire un abbattimento il più possibile netto dell'animale.
La caccia di selezione può essere esercitata dal singolo cacciatore con arco o con fucile ad anima rigata (carabina), preferibilmente munito di ottica (cannocchiale): tale attrezzatura permette un tiro di precisione che assicuri un efficace abbattimento del capo selezionato, assegnato al cacciatore. La caccia di selezione con l'arco viene effettuata con archi compound, che per legge sono equiparati a fucili a un solo colpo.
Il numero di capi prelevabili da ciascun cacciatore è variabile, a seconda del piano d'abbattimento annuale stabilito dalla Provincia per ciascun comprensorio alpino o ambito territoriale, il quale viene elaborato in base ai risultati dei censimenti annuali eseguiti sulle popolazioni di ungulato presenti sul territorio di pertinenza.

### Caccia con il falco
La caccia con il falco (falconeria) viene effettuata con l'utilizzo di un rapace diurno che, a seconda della specie, può essere impiegato per cacciare in volo o a terra diverse specie di uccelli e di lagomorfi di cui è consentito l'abbattimento. I rapaci notturni non possono essere utilizzati in quanto in Italia la caccia notturna, in qualsiasi forma, è vietata. Per la normativa, la caccia con il falco è considerata una forma esclusiva di caccia vagante.
Nel 2016 l'UNESCO ha incluso la falconeria italiana nel patrimonio immateriale dell'umanità nell'elenco "La falconeria, un patrimonio umano vivente" (Falconry, a living human heritage).

## Nelle religioni

### Ebraismo
La sesta e penultima delle Sette delle Leggi di Noè comanda di "non mangiare parti del corpo di animali ancora vivi", vietando tale tipologia di cacciagione. In combinato disposto con il comando "di abbandonare la fede in Dio e quindi non commettere idolatria" esso si traduce nel divieto di uccidere animali per eseguire sacrifici ad altri dei. 
Il secondo divieto di "spargere sangue" umano per uccidere o per suicidarsi è stato estensivamente interpretato nell'ambito cristiano anche come un generale divieto di spargere sangue animale, laddove non sussistano circostanze che lo rendano strettamente necessario.

## Sottotipi
La caccia in scatola ("canned hunting") è una caccia al trofeo (una forma di caccia sportiva in cui parti degli animali selvatici cacciati vengono conservate ed esposte come trofei) che non è considerata una "caccia corretta", in quanto consiste nel cacciare tenendo gli animali selvatici in un'area ristretta come in un ranch recintato (cioè "in scatola") per impedire la fuga di essi e rendere più facile il monitoraggio per il cacciatore, al fine di aumentare la probabilità che esso ottenga una preda. Il termine è stato utilizzato per la caccia al gallo cedrone, in cui vaste aree della Gran Bretagna vengono allevate per quest'ultimo. Secondo WordNet, una caccia in scatola è una "caccia ad animali che sono stati cresciuti in allevamenti fino a quando non sono abbastanza maturi da essere uccisi per la raccolta di trofei".
Fair Chase ("caccia leale" o "caccia corretta") è un termine usato dai cacciatori per descrivere un approccio etico alla caccia alla selvaggina di grossa taglia. Il più antico gruppo di conservazione della fauna selvatica del Nord America, il Boone and Crockett Club, definisce "caccia leale" la necessità che l'animale preso di mira sia selvaggio e ruspante. "Selvaggio" si riferisce a un animale che è allevato naturalmente e vive liberamente nella natura. "Ruspante" significa un animale che non è trattenuto da trappole o barriere artificiali, quindi ha buone possibilità di fuggire con successo dalla caccia. La caccia leale è stata il codice d'onore dei cacciatori nordamericani per oltre un secolo e il principio alla base di molte leggi sulla caccia, e viene insegnata ai nuovi cacciatori nei corsi di certificazione.
Il concetto e la divulgazione del termine "caccia leale" sono attribuiti a Theodore Roosevelt e perpetuati dal Boone and Crockett Club, un'organizzazione ambientalista creata dallo stesso Roosevelt.
La caccia verde (anche caccia ecologica o green hunting) è la pratica di inseguire e sparare alla selvaggina con pistole tranquillanti non letali o archi e successivamente rilasciare vivi gli animali catturati. La caccia verde viene generalmente eseguita quando la "tranquillizzazione" dell'animale è necessaria per scopi veterinari, di monitoraggio o di traslocazione di specie.

## Tipologia per selvaggina
- Caccia alla balena
- Caccia al cervo
- Caccia al cinghiale
- Caccia ai grandi felini
- Caccia al lupo
- Caccia alla seguita
- Caccia alla volpe
- Caccia grossa
- Falconeria

## Nel mondo

### Italia
La caccia in Italia è regolata da una legge quadro del 1992, e il controllo, l'organizzazione e la gestione di essa sono a cura delle regioni e provincie nel rispetto delle prescrizioni normative statali.

## Vantaggi e svantaggi

### Pro della caccia
- Controlla la popolazione della fauna selvatica sovrappopolata nell'equilibrio dell'ecosistema. Aiuta cioè a ridurre la popolazione di alcuni animali sovrappopolati.[41][42][43][44]
- Previene danni alle coltivazioni.
- Fornisce una fonte di carne economica. In alcuni paesi ci sono persone che vivono della carne che cacciano. Coloro che dipendono dalla caccia agli animali potrebbero non essere in grado di procurarsi cibo senza tale attività.
- È fonte di guadagno per lo Stato, in quanto ciascun cacciatore paga le tasse di concessione governativa e le tasse regionali.
- Garantisce un importante contributo economico al settore delle armi, delle munizioni, dell'abbigliamento e di tutto ciò che i cacciatori si servono

### Contro della caccia
- Può ridurre il numero di specie animali già a rischio o addirittura portare all'estinzione alcune specie animali[41][42][43][44][45].
- Può essere mortale o dannosa, causando incidenti (persone o animali feriti o morti accidentalmente).
- Separa le famiglie di animali mentre il cacciatore caccia un esemplare, quindi il resto del branco può spostarsi dal luogo in questione per mettersi al sicuro sparpagliandosi.
- Può causare deformità negli animali. Quando alcuni animali vengono cacciati non muoiono sul posto e sopravvivono riuscendo a fuggire dal cacciatore, ma con deformità dovute alle ferite provocate dalla caccia (ad esempio una pallottola subita di striscio). Ciò può richiedere all'animale di modificare il proprio stile di vita per adattarsi alla natura della deformità che può causare stress all'animale stesso.
- Può comportare l'intossicazione da piombo negli uccelli rapaci, in particolare gli avvoltoi.